# Lucy Falk
Lucy Falk (* 1889 in Königsberg i. Pr.; † 1968) war eine deutsche Lehrerin. Sie schrieb Jugendbücher und bezeugte die ersten Nachkriegsjahre in Königsberg/Kaliningrad.

## Leben
Sie war Mittelschullehrerin und Mitarbeiterin am Reichssender Königsberg. Nach der Eroberung Königsbergs durch die Rote Armee blieb sie in der zerstörten Stadt. In Briefen berichtete sie über das Leben der verbliebenen Menschen. Der erste  Bericht datiert vom 7. August 1945, vier Monate nach der Kapitulation von Otto Lasch. Im März 1948 durfte sie ausreisen.

## Werke
- Klaus weiß, was er will. 1933.
- Auf froher Fahrt – Eine frisch-fröhliche Geschichte. 1934.
- Hilde hält Wort. Eine fröhliche Strandgeschichte. 1936.
- Doris weiß Rat. 1937.
- Mädchen sehen die Welt. 1939.
- Ich blieb in Königsberg. Tagebuchblätter aus dunklen Nachkriegsjahren. Gräfe & Unzer, München 1965. GoogleBooks